# Simplesmente Eu
Simplesmente Eu é o quarto álbum de estúdio da cantora Simony em carreira solo. e o décimo álbum da carreira da cantora se for contada sua passagem no Balão Mágico e a dupla com Jairzinho. Foi lançado em 2001, O maior sucesso do álbum foi a canção "Caixa Postal".
A música - "Quem é Você?", estava em todas as rádios brasileiras, e também foi sucesso imediato. Esse CD teve a participação de Alexandre Lucas na música - "Só o Amor". Foram destaques deste trabalho também, as músicas - "Ficar por Ficar" , e "Não Consigo", o CD tem estilos de musica POP e MPB e com letras românticas, o estilo é bem semelhante ao que ela teria no CD seguinte: "Celebração" 

## Curiosidades
Quando o Álbum foi lançado Simony já estava grávida de seu primeiro filho Ryan no entanto Segundo a cantora, quando começou a gravá-lo ela nem sabia que estava grávida. No encarte, há fotos com uma Simony aparentemente sem gestação. Mas na foto do inlay, Simony já aparece grávida, o que nos leva á crer que ela começou a trabalhar em cima do CD e fez as fotos antes de engravidar
Inicialmente o CD se teria o título de  “Somos Três" ou "Duas Vidas e Um Destino" em homenagem a seu filho  mas, Simony descartou esses títulos pois na concepção dela, a cantora poderia ter outro filho, e este iria reclamar do Título "somos três”
Foi Afro-x (na época então marido de Simony) quem escolheu o nome do CD. 

## Faixas
| N.º | Título                          | Compositor(es)                                                   | Duração |  |
| 1.  | "Caixa Postal"                  | Alexandre Lucas, Léo Shanty, Umberto Tavares                     | 4:06    |  |
| 2.  | "Não Consigo (When I Need You)" | Carole Bayer , Albert Hammono / versão: Jean Perri               | 4:19    |  |
| 3.  | "Então Vem"                     | Alexandre Lucas , Umberto Tavares, Rogério Augusto               | 3:55    |  |
| 4.  | "Quem é Você?"                  | Alexandre Lucas, Michel, Cacá Moraes                             | 4:04    |  |
| 5.  | "Só o Amor"                     | Alexandre Lucas, Raphael, Anderson                               | 4:51    |  |
| 6.  | "Alguém Me Disse"               | Jair Morim e Eduardo Corrêa                                      | 3:14    |  |
| 7.  | "Ouvi Dizer"                    | Beto Corrêa e Cissa                                              | 3:55    |  |
| 8.  | "Tem Que Mudar"                 | Luiz Cláudio e Regis Denner                                      | 4:38    |  |
| 9.  | "Bem Melhor Sem Você"           | Joel Lacerda e Alexandre Lucas                                   | 4:35    |  |
| 10. | "Ficar Por Ficar"               | Tony Alves, Túlio Zani                                           | 3:28    |  |
| 11. | "Tá Na Minha"                   | Anderson Zappa, Marco Zappalá, Alexandre Lucas e Umberto Tavares | 3:28    |  |

## Vendas e certificações
| País / Certificadora | Certificação | Vendas |
| -------------------- | ------------ | ------ |
| Brasil (ABPD)        | —            | 40.000 |